# Praephostria sylleptalis
Praephostria sylleptalis là một loài bướm đêm trong họ Crambidae.